# Bahnstrecke Svendborg–Nyborg
| |                                                 |                                                  |                                                  |
| Streckenlänge: | 37,7 km                                         |                                                  |                                                  |
| Spurweite: | 1435 mm (Normalspur)                            |                                                  |                                                  |
| Minimaler Radius: | 470 m, zwischen Nyborg H und Nyborg Syd: 90 m   |                                                  |                                                  |
| Streckengeschwindigkeit: | außer zwischen Nyborg Syd und Nyborg H: 75 km/h |                                                  |                                                  |
| |                                                 |                                                  |                                                  |
| \| \| \| Bahnstrecke København–Fredericia von Odense \| \| \| \| \| Nyborg \| \| \| \| \| Bahnstrecke København–Fredericia nach Kopenhagen \| \| \| \| \| Bahnstrecke Ringe–Nyborg \| von Ringe (bis 26. Mai 1962) \| \| \| 37,7 \| Nyborg H \| Nyborg H \| \| \| \| \| \| \| \| \| Nyborg Færge (bis 1998) \| \| \| \| \| Storebæltfähre \| \| \| \| \| nach Knudshoved/Slipshavn (bis 1956/1905) \| \| \| \| \| Ölhafen Avernakke \| \| \| \| 36,9 \| Nyborg Syd \| Nyborg Syd \| \| \| \| Vindinge Å \| \| \| \| 32,4 \| Bynkel \| Bynkel \| \| \| 30,7 \| Kogsbølle \| Kogsbølle \| \| \| 28,2 \| Slude \| Slude \| \| \| 26,1 \| Frørup \| Frørup \| \| \| 23,9 \| Øksendrup \| Øksendrup \| \| \| 22,0 \| Glorup \| Glorup \| \| \| 20,6 \| Rygård (Langå Sogn) \| Rygård (Langå Sogn) \| \| \| 18,1 \| Hesselager \| Hesselager \| \| \| 15,1 \| Gudme \| Gudme \| \| \| 11,4 \| Oure \| Oure \| \| \| 9,7 \| Vejstrup \| Vejstrup \| \| \| 7,1 \| Skårup \| Skårup \| \| \| 4,8 \| Holmdrup \| Holmdrup \| \| \| 2,0 \| Christiansminde \| Christiansminde \| \| \| \| Eisenbahnfähre nach Ærøskøbing und Rudkøbing \| \| \| \| \| \| \| \| \| 0,0 \| Svendborg DSB / Svendborg N \| Svendborg DSB / Svendborg N \| \| \| \| Bahnstrecke Odense–Svendborg nach Odense \| \| \| \| \| Bahnstrecke Svendborg–Faaborg nach Faaborg \| \| \| \| \| \| \| \| Quellen: [1] \| \| \| \| |                                                 |                                                  |                                                  |
| Strecke |                                                 | Bahnstrecke København–Fredericia von Odense      | Bahnstrecke København–Fredericia von Odense      |
| Bahnhof |                                                 | Nyborg                                           | Nyborg                                           |
| Abzweig ehemals geradeaus und nach links |                                                 | Bahnstrecke København–Fredericia nach Kopenhagen | Bahnstrecke København–Fredericia nach Kopenhagen |
| Abzweig geradeaus und von rechts (Strecke außer Betrieb) |                                                 | Bahnstrecke Ringe–Nyborg                         | von Ringe (bis 26. Mai 1962)                     |
| Bahnhof (Strecke außer Betrieb) | 37,7                                            | Nyborg H                                         | Nyborg H                                         |
| Abzweig geradeaus und nach links (Strecke außer Betrieb) · Strecke von rechts (außer Betrieb) |                                                 |                                                  |                                                  |
| Strecke (außer Betrieb) · Bahnhof (Strecke außer Betrieb) |                                                 | Nyborg Færge (bis 1998)                          | Nyborg Færge (bis 1998)                          |
| Strecke (außer Betrieb) · Eisenbahnfähre (Strecke außer Betrieb) |                                                 | Storebæltfähre                                   | Storebæltfähre                                   |
| Abzweig geradeaus und nach links (Strecke außer Betrieb) |                                                 | nach Knudshoved/Slipshavn (bis 1956/1905)        | nach Knudshoved/Slipshavn (bis 1956/1905)        |
| Abzweig geradeaus und nach links (Strecke außer Betrieb) |                                                 | Ölhafen Avernakke                                | Ölhafen Avernakke                                |
| Bahnhof (Strecke außer Betrieb) | 36,9                                            | Nyborg Syd                                       | Nyborg Syd                                       |
| Brücke über Wasserlauf (Strecke außer Betrieb) |                                                 | Vindinge Å                                       | Vindinge Å                                       |
| Haltepunkt / Haltestelle (Strecke außer Betrieb) | 32,4                                            | Bynkel                                           | Bynkel                                           |
| Haltepunkt / Haltestelle (Strecke außer Betrieb) | 30,7                                            | Kogsbølle                                        | Kogsbølle                                        |
| Haltepunkt / Haltestelle (Strecke außer Betrieb) | 28,2                                            | Slude                                            | Slude                                            |
| Bahnhof (Strecke außer Betrieb) | 26,1                                            | Frørup                                           | Frørup                                           |
| Bahnhof (Strecke außer Betrieb) | 23,9                                            | Øksendrup                                        | Øksendrup                                        |
| Haltepunkt / Haltestelle (Strecke außer Betrieb) | 22,0                                            | Glorup                                           | Glorup                                           |
| Bahnhof (Strecke außer Betrieb) | 20,6                                            | Rygård (Langå Sogn)                              | Rygård (Langå Sogn)                              |
| Bahnhof (Strecke außer Betrieb) | 18,1                                            | Hesselager                                       | Hesselager                                       |
| Bahnhof (Strecke außer Betrieb) | 15,1                                            | Gudme                                            | Gudme                                            |
| Bahnhof (Strecke außer Betrieb) | 11,4                                            | Oure                                             | Oure                                             |
| Bahnhof (Strecke außer Betrieb) | 9,7                                             | Vejstrup                                         | Vejstrup                                         |
| Bahnhof (Strecke außer Betrieb) | 7,1                                             | Skårup                                           | Skårup                                           |
| Haltepunkt / Haltestelle (Strecke außer Betrieb) | 4,8                                             | Holmdrup                                         | Holmdrup                                         |
| Haltepunkt / Haltestelle (Strecke außer Betrieb) | 2,0                                             | Christiansminde                                  | Christiansminde                                  |
| Abzweig geradeaus und nach links (Strecke außer Betrieb) |                                                 | Eisenbahnfähre nach Ærøskøbing und Rudkøbing     | Eisenbahnfähre nach Ærøskøbing und Rudkøbing     |
| Strecke von links (außer Betrieb) · Abzweig geradeaus und nach rechts (Strecke außer Betrieb) |                                                 |                                                  |                                                  |
| Kopfbahnhof Strecke bis hier außer Betrieb · Kopfbahnhof Streckenende (Strecke außer Betrieb) | 0,0                                             | Svendborg DSB / Svendborg N                      | Svendborg DSB / Svendborg N                      |
| Abzweig geradeaus und ehemals nach links · Strecke von rechts (außer Betrieb) |                                                 | Bahnstrecke Odense–Svendborg nach Odense         | Bahnstrecke Odense–Svendborg nach Odense         |
| Strecke (außer Betrieb) |                                                 | Bahnstrecke Svendborg–Faaborg nach Faaborg       | Bahnstrecke Svendborg–Faaborg nach Faaborg       |
| |                                                 |                                                  |                                                  |
| Quellen: |                                                 |                                                  |                                                  |

Die Bahnstrecke Svendborg–Nyborg (auch Hesselagerbanan genannt) war eine Eisenbahnstrecke auf der dänischen Insel Fünen. Sie führt von Svendborg nach Nyborg, wurde 1897 als Privatbahn von der   A/S Svendborg–Nyborg Jernbaneselskab – SNB in Betrieb genommen und ab 1902 von Sydfyenske Jernbaner (SFJ) betrieben. Diese Gesellschaft wurde 1949 von Danske Statsbaner übernommen und die Strecke auf Grund der Mietverträge als Staatsbahn weitergeführt. 1964 wurde der Verkehr eingestellt.

## Vorgeschichte
Die ersten Gedanken zum Bau einer Eisenbahn zwischen Svendborg und Nyborg kamen bald nach der Inbetriebnahme der  ersten Eisenbahn auf Fünen, der Dronning Louises Bane am 7. September 1865, auf. 1882 gab es vielfache Überlegungen über eine Linienführung, die in einer späteren Sitzung in Frørup 1887 festgelegt wurde.

## A/S Svendborg–Nyborg Jernbaneselskab
Die Strecke war im Eisenbahngesetz vom 8. Mai 1894 enthalten. Die Konzession wurde um die Weihnachtszeit 1894 vergeben, worauf die gegründete Bahngesellschaft  A/S Svendborg–Nyborg Jernbaneselskab  (SNB) sofort mit den Bauarbeiten begann. Der staatliche Zuschuss wurde auf 50 Prozent festgelegt. Es wurden Aktien im Wert von 1.185.000 Kronen aufgelegt. Davon zeichnete die Stadt Nyborg Aktien im Wert von 80.000 Kronen. Der gesamte Bahnbau kostete 2.370.800 Kronen.
Im November 1897 wählte die Svendborg–Nyborg Jernbaneselskab Etatsråd Hansen aus Mullerup zum Vorstandsvorsitzenden und Bürgermeister Schou aus Nyborg zum Direktor. Als Betriebsleiter wurde der Ingenieur, der die Bauleitung hatte, A. Ammentorp aus Svendborg, ernannt.

## Technische Ausführung
Im hügeligen Gelände Ostfünens wurde die Strecke durch umfangreiche Erdarbeiten nach Angabe der Zeitschrift Illustreret Tidende Dänemarks teuerste Bahnstrecke pro Meile. Es war die Strecke, die mit Ausnahme der Kystbane nördlich von Kopenhagen von 1897 bis 1964 die meisten Anwohner an der Strecke pro Meile hatte.
Die Bahn hatte von Beginn an eigene Bahnhöfe in Svendborg und in Nyborg. Svendborg N oder Svendborg Lokalstation lag gegenüber dem Staatsbahnhof. 1902 wurden die Abfertigungsaufgaben in den Staatsbahnhof verlegt. Der Bahnhof der SNB behielt die Güterabfertigung. Später benutzte ihn die Post als Paketpostamt. Die Station in Nyborg hieß Nyborg Syd oder Nyborg Lokalstation.
Die Bauarbeiten zwischen 1895 und 1897 wurden von den Firmen Johansen & Madsen und Glud, Werner & Winkel ausgeführt. Es wurden anfangs Schienen mit einem Metergewicht von 22,5 kg, später solche mit 24,4 kg verwendet. Die gesamte Strecke wurde mit Ausnahme an Bahnübergängen eingezäunt.
Der Sonderzug mit den Politikern und der Presse verkehrte am 18. Mai 1897. Die offizielle Eröffnung der Strecke von Svendborg bis Nyborg Lokal/Syd erfolgte am 1. Juni 1897, die Reststrecke bis zum Bahnhof der DSB wurde am 5. September 1897 freigegeben.
Diese Reststrecke führte von Nyborg Syd nach Nyborg H über die Adelgade und Havnegade und ab hier neben den Hafengleisen. Die Höchstgeschwindigkeit betrug 7,5 km/h im Straßenbereich und 15 km/h entlang des Hafengleises. Der Kurvenradius betrug hier 90 m.
Zwischen 1917 und 1919 wurde ein Ölhafen auf der Halbinsel Avernakke südlich von Nyborg gebaut. Dazu wurde ein Anschlussgleis von der SNB leicht südlich der heutigen Straße Vænget verlegt.

## Fahrzeuge
Für den Betrieb der Strecke beschaffte die Gesellschaft 1897 vier Schlepptenderlokomotiven des deutschen Herstellers Jung in Kirchen (Sieg). Sie erhielten die Nummern SNB 1–4. 1910 folgte noch eine Tenderlokomotive von Henschel, die mit der Nummer SNB 29 zum Einsatz kam.
Der Bestand an Fahrzeugen betrug:
- 1897: 4 Dampflokomotiven, 10 Personenwagen,  2 Post-/Personenwagen, 2 Gepäckwagen, 2 Stückgutwagen, 11 geschlossene Güterwagen, 17 offene Güterwagen.
- 1938: 5 Dampflokomotiven, 1 Benzintriebwagen (MB 1), 1 Dieseltriebwagen (M), 10 Personenwagen, 2 Post-/Personenwagen, 2 Gepäckwagen, 13  geschlossene Güterwagen, 23 offene Güterwagen.[3][4][5][6]

## Betrieb

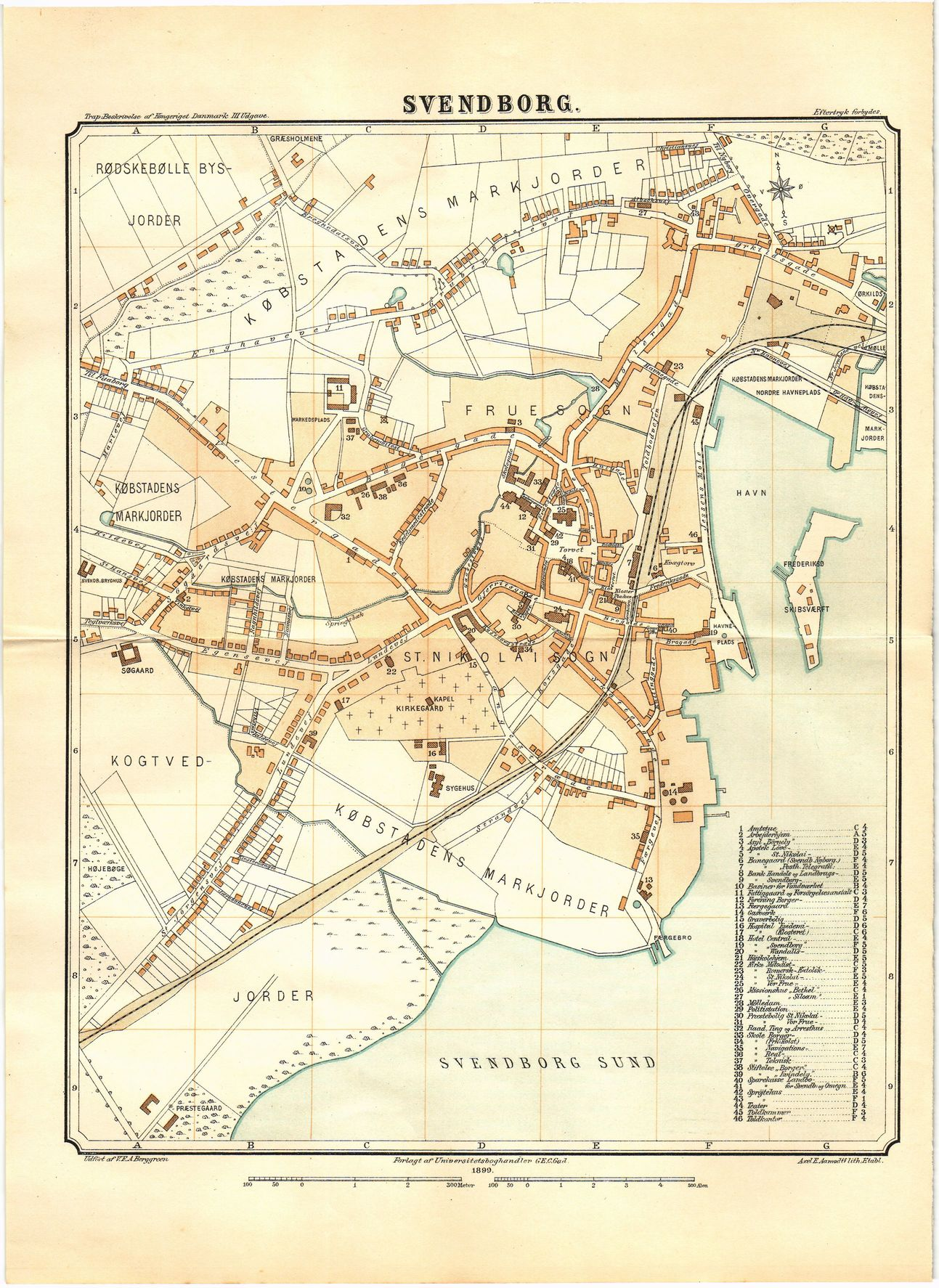
Lage der Strecken im Stadtplan von 1899

Die Züge der Svendborgbane durften nicht zum Fährhafen in Svendborg fahren, wo die Eisenbahnfähren nach Langeland und Ærø verkehrten. Die Sydfyenske Jernbaneselskab (SFJ) hatte jedoch diese Erlaubnis. So nutzten viele Fernreisende die Möglichkeit, mit SFJ-Zügen ohne Umsteigen zum Hafen zu gelangen, indem sie in Nyborg H umstiegen.
Obwohl die Fahrt über Ringe mit 52 km länger war gegenüber den 38 km über Hesselager, waren die Reisenden schneller am Fährhafen, weil die SFJ-Züge 75 km/h fahren konnten, während die Svendborgbane nur 45 km/h fuhr.
Ein Kampf um die Reisenden kam jedoch nicht richtig in Gang, da kurze Zeit nach Eröffnung der Strecke eine Vereinbarung über gemeinsame Tarife für den Personen- und Güterverkehr abgeschlossen wurde. Diese Vereinbarung enthielt den Passus, dass sich beide Gesellschaften die Einnahmen teilen würden, wovon sich der Vorstand der Svendborgbane ein gutes Geschäft versprach. Während jedoch SFJ Jahr für Jahr eine Dividende von 5 oder 5,5 % ausschüttete, konnte SNB keine Dividende bezahlen. Auf Antrag der Stadt Svendborg wurden 1901 Verhandlungen zwischen SNB und SFJ mit dem Ergebnis aufgenommen, dass ab dem 1. August 1902 SNB von SFJ gepachtet wurde. Bei Abschluss des Mietvertrages bestand die Stadt Nyborg darauf, dass die Lokalbahn-Bahnhöfe in vollem Umfang erhalten blieben.
Der Pachtvertrag lief über 20 Jahre mit einer jährlichen Pacht von 40.000 Kronen in den ersten fünf Jahren, 45.000 Kronen für die nächsten fünf Jahre und danach 50.000 Kronen jährlich sowie die Bereitstellung eines Reservefonds in Höhe von zehn Prozent der jährlichen Pacht. Der Vertrag wurde 1922 für weitere 20 Jahre verlängert, die Pacht betrug nunmehr jährlich 47.000 Kronen zuzüglich einem Überschussanteil.

## Bauten

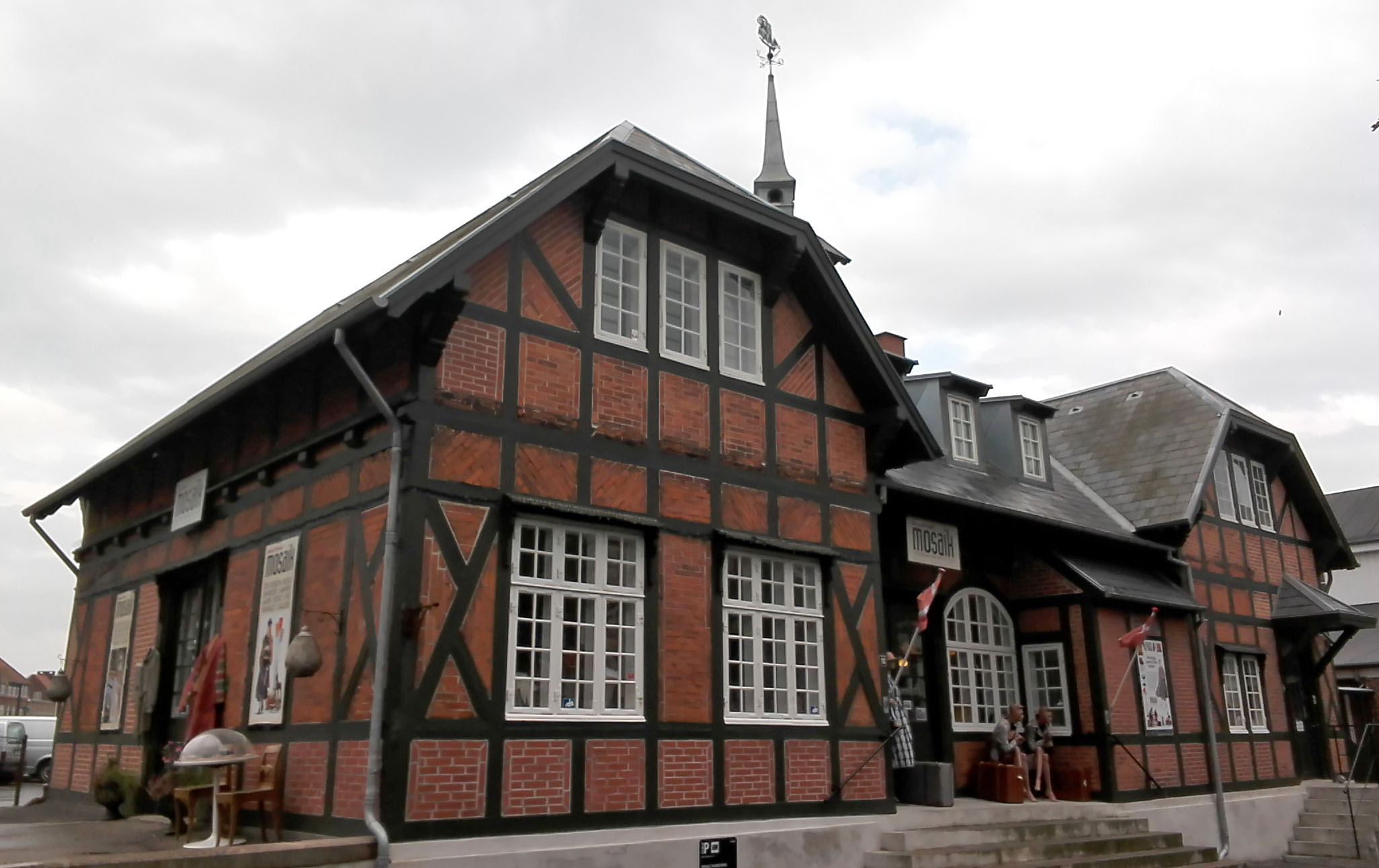
Bahnhof Svendborg N

Die Stationsgebäude wurden vom Oberarchitekten der Dänischen Staatsbahnen Heinrich Wenck gezeichnet. Sie sind alle außer dem in Skårup, das in den 1960er Jahren abgerissen wurde, erhalten. Nyborg Syd, das an einer Ecke im Untergrund zu versinken begann, bevor es fertig war, wurde 1934 durch ein moderneres Bahnhofsgebäude ersetzt. Bemerkenswert ist Svendborg N mit einem Turm auf dem Dach.
Das Bahnbetriebswerk der Gesellschaft befand sich in Svendborg auf der Westseite des Gleises etwa einen Kilometer in nördlicher Richtung des Bahnhofes. Hier bestand ein achtständiger Ringlokschuppen mit Drehscheibe.

## Übernahme durch DSB
Am 1. April 1949 übernahmen die DSB Sydfyenske Jernbaner und damit die SNB. Der alte Pachtvertrag von 1902 wurde an DSB weitergegeben und eine neue Vereinbarung als Fünf-Jahres-Vertrag geschlossen, der erstmals am 31. März 1954 endete und sich danach verlängerte. Es wurde vereinbart, dass der Vertrag mit einer Kündigungsfrist mit 1½ Jahren zu kündigen war. Sollten die Staatsbahnen den Betrieb auf der Schiene einstellen, sollte er durch einen Busbetrieb ersetzt werden.

## Einstellung
Am 20. Mai 1959 fand eine Sitzung mit Vertretern der beteiligten Kommunen und der Bahnverwaltung statt. Laut Tagesordnung sollte über die Stilllegung der Strecke 1961 oder deren Weiterführung bis 1964 abgestimmt werden. Der Punkt wurde allerdings vertagt. Die nächste Sitzung fand am 2. Oktober 1959 in Svendborg statt. Anwesend waren unter anderem der Vorstandsvorsitzende K. Friis Jespersen, der Gemeinderatsvorsitzende  J. K. Møller, der Abgeordnete des Folketing und Aufsichtsratsvorsitzende Sven Horn aus Nyborg und der stellvertretende Vorstandsvorsitzende Bürgermeister C. E. Bjerring aus Nyborg. Es wurde vereinbart, den alten Benzintriebwagen MB 1 von 1926 für 9.000 Kronen an die Randers–Hadsund Jernbane zu verkaufen. Es wurde mitgeteilt, dass der Generaldirektor der DSB P. E. N. Skov bei einer früheren Gelegenheit die Ansicht vorgebracht hatte, dass beträchtliche Summen in Schienen und Schwellen zu investieren wären. Dies erfolgte mit der Maßgabe, dass eine Stilllegung zu prüfen wäre. Für die Verlängerung des Bahnbetriebs bis zum 31. Mai 1964 würden besondere Wartungskosten von 90.000 Kronen anfallen, die auf die Betriebsjahre 1960–61, 1961–62 und 1962–63 verteilt werden müssten. Schließlich genehmigte der Verwaltungsrat eine neue Vereinbarung mit den DSB über den Betrieb der Strecke bis 1964.
1963 wurde neu über die Strecke diskutiert. Transportminister Kai Lindberg ließ in einem Schreiben vom 7. Januar 1963 den Vorstandsvorsitzenden K. Friis Jespersen wissen, dass er nicht bereit wäre, die Strecke weiter zu betreiben, da er glaube, dass sie nicht rentabel betrieben werden könne. Er war der Meinung, dass Busse und Lastkraftwagen die Strecke billiger und effektiver bedienen können und zudem für die Fahrgäste die Nutzung der Strecke über Odense zumutbar sei.
Dem folgte eine Abstimmung in den Gemeinden, durch die die Strecke führte. Mit Ausnahme von Skaarup stimmten alle für eine Stilllegung.
In der letzten Generalversammlung der Gesellschaft am 26. September 1963 wurde ein Liquidations-Ausschuss gebildet, der die Abwicklung der Stilllegung übernahm. Dieser bestand aus drei Mitgliedern der Gemeinde und drei Mitgliedern aus staatlichen Behörden: Gemeinderat Alfred Sørensen, Langå, Amtsratsmitglied Laurits Hansen, Frørup, Bürgermeister Sv. Aa. Andersen, Svendborg, sowie Abgeordneter Sven Horn, H. Dyrskjøt aus dem Finanzministerium und J. Lindtner, Abteilungsleiter im Ministerium für öffentliche Arbeiten.
Die Strecke wurde am 30. Mai 1964 eingestellt.